# Boulevard Silvio-Trentin
Le boulevard Silvio-Trentin (en occitan : baloard de Silvio Trentin) est une voie publique de Toulouse, chef-lieu de la région Occitanie, dans le Midi de la France. Il sépare le quartier des Minimes, au sud, du quartier Barrière-de-Paris, au nord, tous deux dans le secteur 3 - Nord.

## Situation et accès

### Voies rencontrées
Le boulevard Silvio-Trentin rencontre les voies suivantes, dans l'ordre des numéros croissants (« g » indique que la rue se situe à gauche, « d » à droite) :
1. Chemin du Prat-Long (g)
2. Rue de Chaussas (d)
3. Rue François-Girardon (g)
4. Rue Jules-Verne (g)
5. Rue Joseph-Jacquard (d)
6. Rue François-Rauzy (d)
7. Rue de Fenouillet (g)
8. Rue du Général-Bourbaki (d)
9. Barrière de Paris
10. Avenue des États-Unis (g)
11. Avenue des Minimes (d)

### Transports
Le boulevard Silvio-Trentin débouche, à l'est, sur la barrière de Paris, où se trouve la station de métro du même nom, sur la ligne . Autour de la place se trouvent également les arrêts des lignes de bus 152941110. Le boulevard est d'ailleurs parcouru, jusqu'à la rue Jules-Verne, par les lignes de bus 1541110 puis, jusqu'au boulevard de Suisse, par la seule ligne de bus 15. C'est à proximité, sur ce même boulevard que se trouvera, en 2028, la station Ponts-Jumeaux, sur la future ligne de métro .
Il existe plusieurs stations de vélos en libre-service VélôToulouse le long du boulevard Silvio-Trentin ou à proximité : les stations no 125 (face 2 barrière de Paris) et no 270 (face 40 boulevard Silvio-Trentin).

## Odonymie

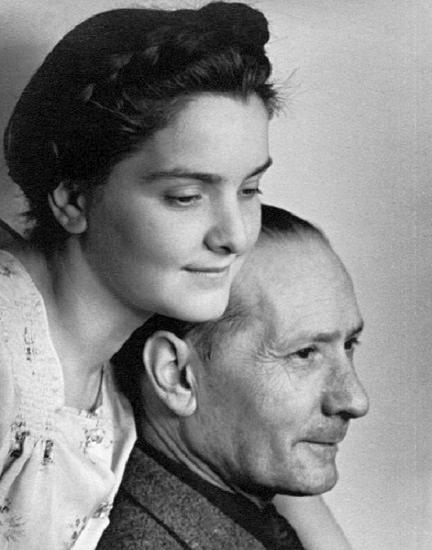
Portrait de Silvio Trentin et de sa fille, Franca (Centro Studi e Ricerca Silvio Trentin, Jesolo).

Le boulevard porte le nom de Silvio Trentin (1885-1944). Intellectuel italien originaire de Vénétie, professeur de droit, il est élu député de la social-démocratie (PSI). Il s'engage dès 1921 dans la résistance aux idées fascistes. Mais en 1926, il est contraint à l'exil et s'installe dans le sud de la France, à Pavie, puis à Auch et enfin à Toulouse. En 1935, il anime une librairie près de son domicile (actuel no 46 rue du Languedoc) qui devient un lieu de rendez-vous pour les cercles de la gauche toulousaine et poursuit son combat contre le fascisme en Italie – il est un des responsables du mouvement Giustizia e Libertà –, mais aussi en Espagne. Pendant la Seconde Guerre mondiale, il s'engage dans la Résistance et rassemble des amis, parmi lesquels Pierre Bertaux, Jean Cassou et Francesco Nitti. Jusqu'en 1942, sa librairie est un foyer de la Résistance fréquenté entre autres par Raymond Naves, Vladimir Jankélévitch, Camille Soula, Joseph Ducuing et François Verdier. Après l'occupation de la « zone libre », il fonde le groupe « Libérer et Fédérer ». Mais en 1943, à la suite de la chute de Benito Mussolini, il retourne en Vénétie et poursuit son combat. Arrêté et emprisonné plusieurs semaines, malade, il meurt l'année suivante,. C'est le 7 novembre 1945 que la municipalité toulousaine dirigée par Raymond Badiou, en large partie issue des rangs de la Résistance, décide de donner son nom au boulevard.
Celui-ci était désigné à l'origine, puisqu'il longeait le mur de l'octroi, comme le chemin de ronde des Minimes. En 1939, la municipalité socialiste d'Antoine Ellen-Prévot lui attribua le nom d'Anatole France (1844-1924), écrivain et critique littéraire, prix Nobel de littérature en 1921 : en 1945, son nom fut donné à une place, proche de la faculté de lettres (actuelle université Toulouse-I-Capitole).

## Patrimoine et lieux d'intérêt
- no  75 : maison.
- no  96 : maison[6].
- no  110 : résidence Albert-Ier[7].